# Sphaerophoria chuanxiensis
Sphaerophoria chuanxiensis är en tvåvingeart som beskrevs av Huo och Shi 2007. Sphaerophoria chuanxiensis ingår i släktet sländblomflugor, och familjen blomflugor.
Artens utbredningsområde är Sichuan (Kina). Inga underarter finns listade i Catalogue of Life.